# Assainissement
L’assainissement est une démarche visant à améliorer la situation sanitaire globale de l'environnement dans ses différents composants. Il comprend la collecte, le traitement et l'évacuation des déchets liquides, des déchets solides et des excréments.
L'objectif principal est la prévention du contact humain avec des substances dangereuses, spécialement les fèces en mettant en place des systèmes de traitement et d'évacuation des déchets. Les dangers issus d'un mauvais assainissement sont multi-factoriels, pouvant être à la fois physique, microbiologique, biologique ou encore chimique. Les déchets, ce qui inclut les excreta d'origine humaine et animale, les déchets résiduels ou encore les eaux usées, peuvent causer des ennuis de santé majeurs.
Des systèmes d'assainissement plus hygiéniques peuvent s'appuyer sur des solutions technologiques telles que les égouts ou les stations de traitement des eaux usées. Ces systèmes peuvent aussi suivre une approche plus décentralisée et simple avec par exemple les toilettes sèches, les toilettes sèches à séparation d'urine ou les fosses septiques. Enfin, l'amélioration du niveau d'assainissement, en particulier dans les pays en voie de développement, peut s'appuyer sur les stratégies de changement de comportements en hygiène personnelle en promouvant par exemple le lavage régulier des mains.
Fournir un assainissement respectant les standards de base requiert une approche systémique à l'inverse de seulement se concentrer sur la toilette en elle-même ou à l'autre extrémité l'usine de traitement des eaux usées.
L'objectif principal de l'assainissement est de protéger et d'améliorer la santé humaine en brisant le cycle de transmission des maladies hydriques.

## Origines
L’assainissement, littéralement « action d'assainir », est originellement l'ensemble des techniques et méthodes visant à traiter les eaux usées.

## Objectifs

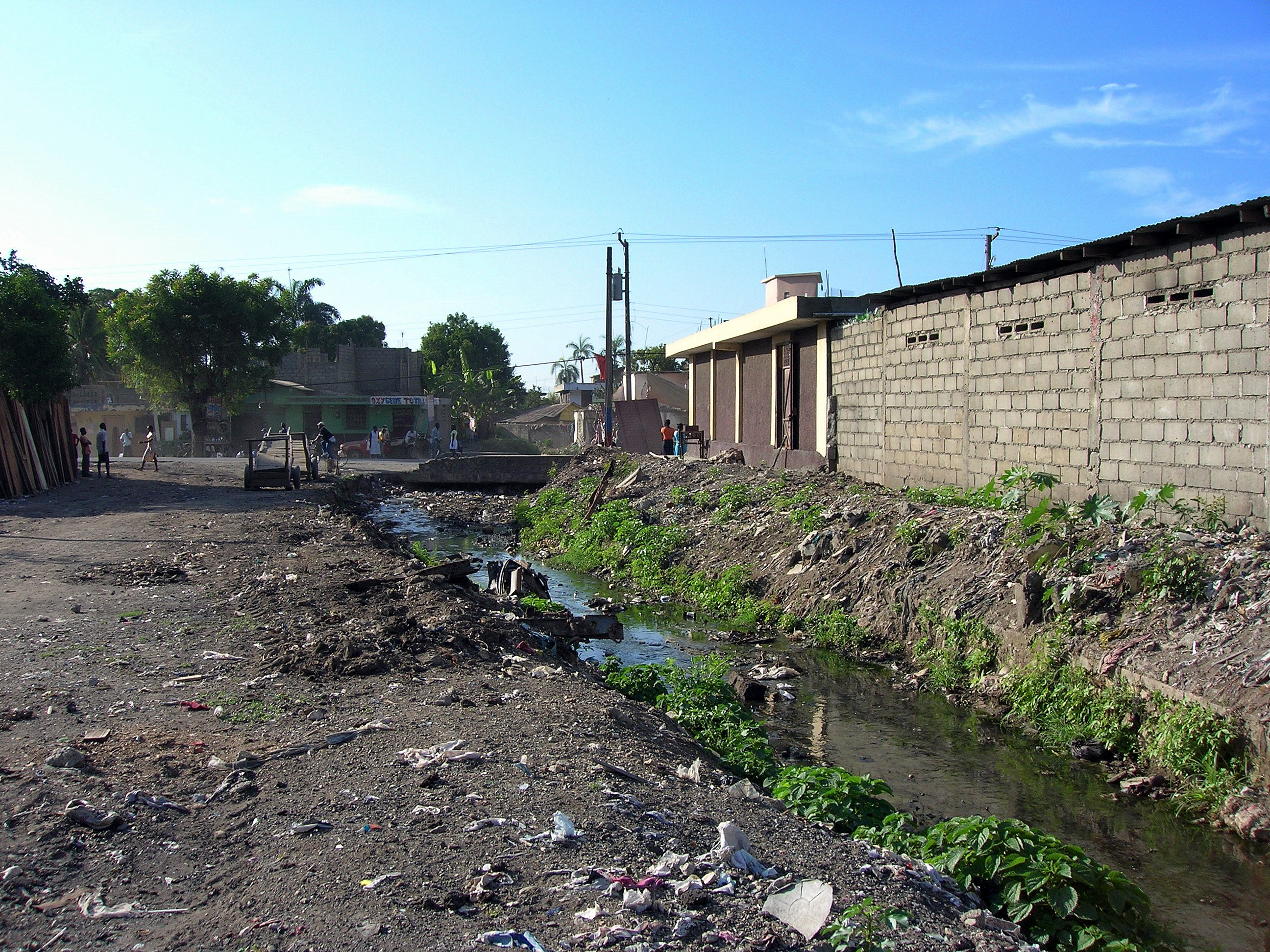
En l'absence d'assainissement, les déchets à même le sol bloquent les canaux de drainage.

L'assainissement est fortement lié à la santé publique en raison des nombreuses maladies liées à un milieu malsain.
La proximité avec les eaux usées peut engendrer des maladies à transmission fécale-orale (diarrhée, typhoïde, hépatites, choléra), ou liées à un vecteur (paludisme, filariose, dengue). D'autres maladies sont également liées à un mauvais assainissement de base et en particulier à des latrines défectueuses ou inexistantes : bilharziose, nématodes ou autres vers. L'assainissement vise à assurer l'évacuation et le traitement des eaux usées et des excréments en minimisant les risques pour la santé et pour l'environnement.
Les déchets solides (reliefs de repas…) subissent une rapide décomposition, et peuvent être des sources pathogènes. Leur collecte et leur élimination contribue également à maintenir un environnement salubre.

## Domaines d'activité
De manière générale, l'assainissement comprend l'évacuation et le traitement des eaux et des solides usagés. Ces matières incluent les eaux de pluie, de drainage, de lavage, les eaux usées et / ou provenant de toilettes, les excréments, et les déchets solides ; ces derniers ont différentes origines (domestique, agricole, industrielle, médicale…).

### Eaux pluviales

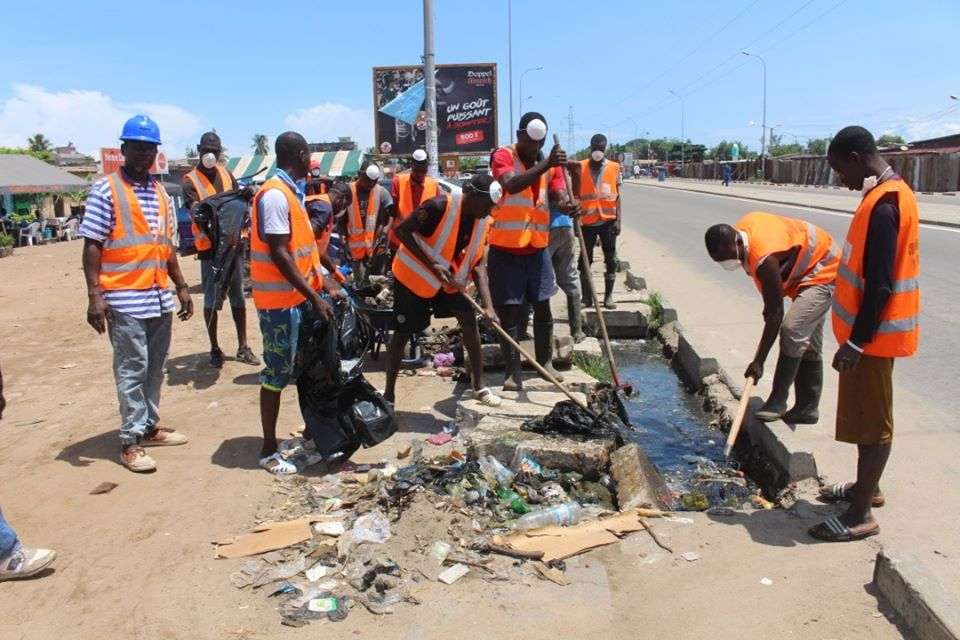
Travaux d'assainissement en Côte d'Ivoire.

Les eaux pluviales qui s'écoulent sur les surfaces imperméabilisées par la construction de routes et de bâtiments, dites alors eaux de ruissellement, sont sujettes à la pollution. L'assainissement vise donc à évacuer ces eaux vers le milieu naturel, tels que des cours d'eau ou dans les zones où l'infiltration est possible.
Il est installé des bassins de rétention des eaux pluviales (bassins d'orage), des ouvrages de régulation du débit et des stations de pompage anti-crues visant à assurer la protection du milieu naturel, des biens et des personnes contre les inondations, les éboulements, « la détérioration des routes et des bâtiments ».
Effectivement, lors de très fortes ou très longues précipitations, les volumes d'eau (à traiter pour les stations d'épuration (STEP) ou à réguler pour les ouvrages de rétention) peuvent dépasser les capacités de stockage et de traitement. À ce moment, les excédents d'eaux pluviales sont rejetés à la rivière afin de garantir le bon fonctionnement des réseaux d'assainissement et de protéger les habitations proches.

### Eaux usées domestiques, agricoles et industrielles

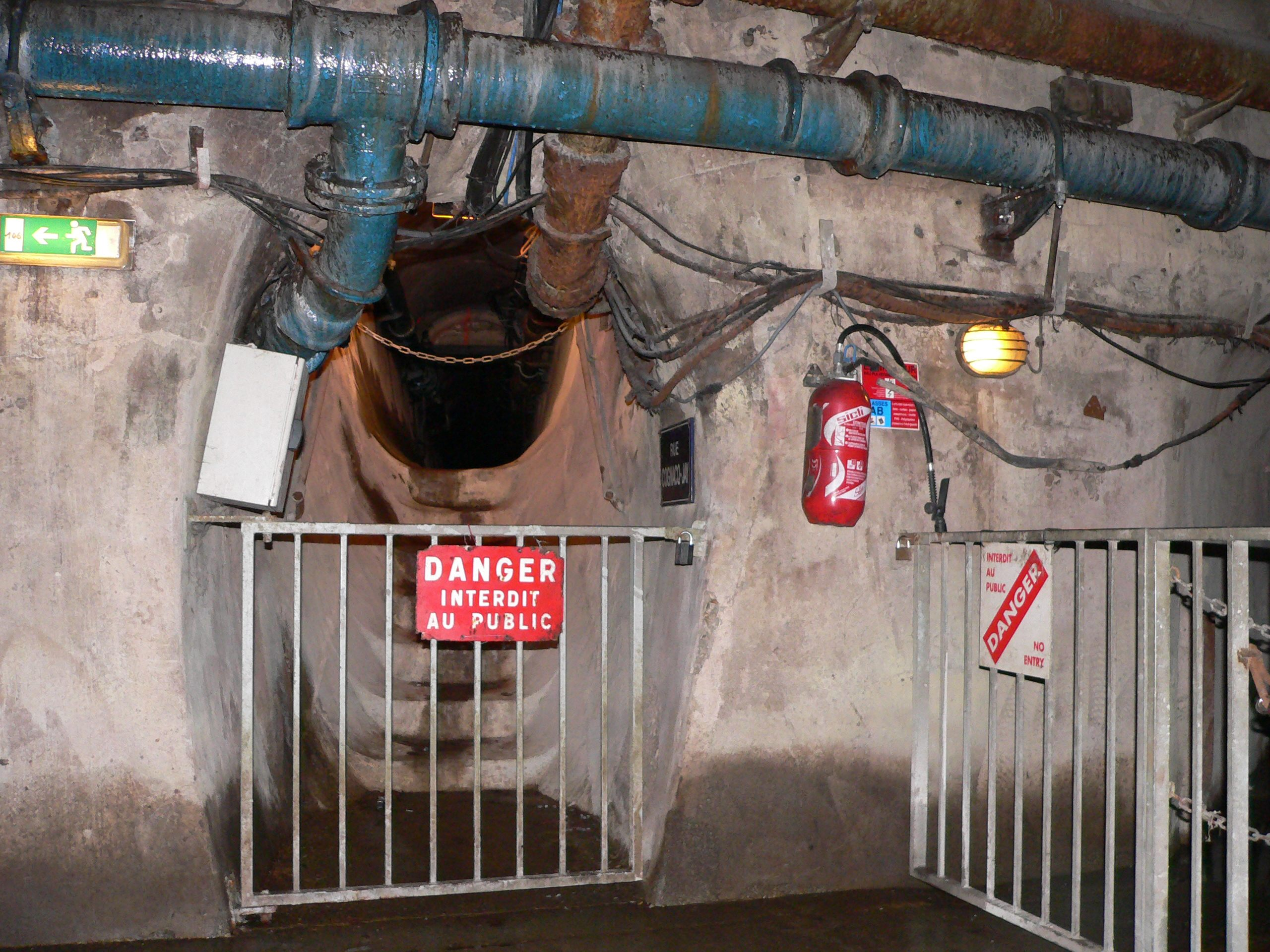
Vue d'un égout visitable type ovoïde à Paris.

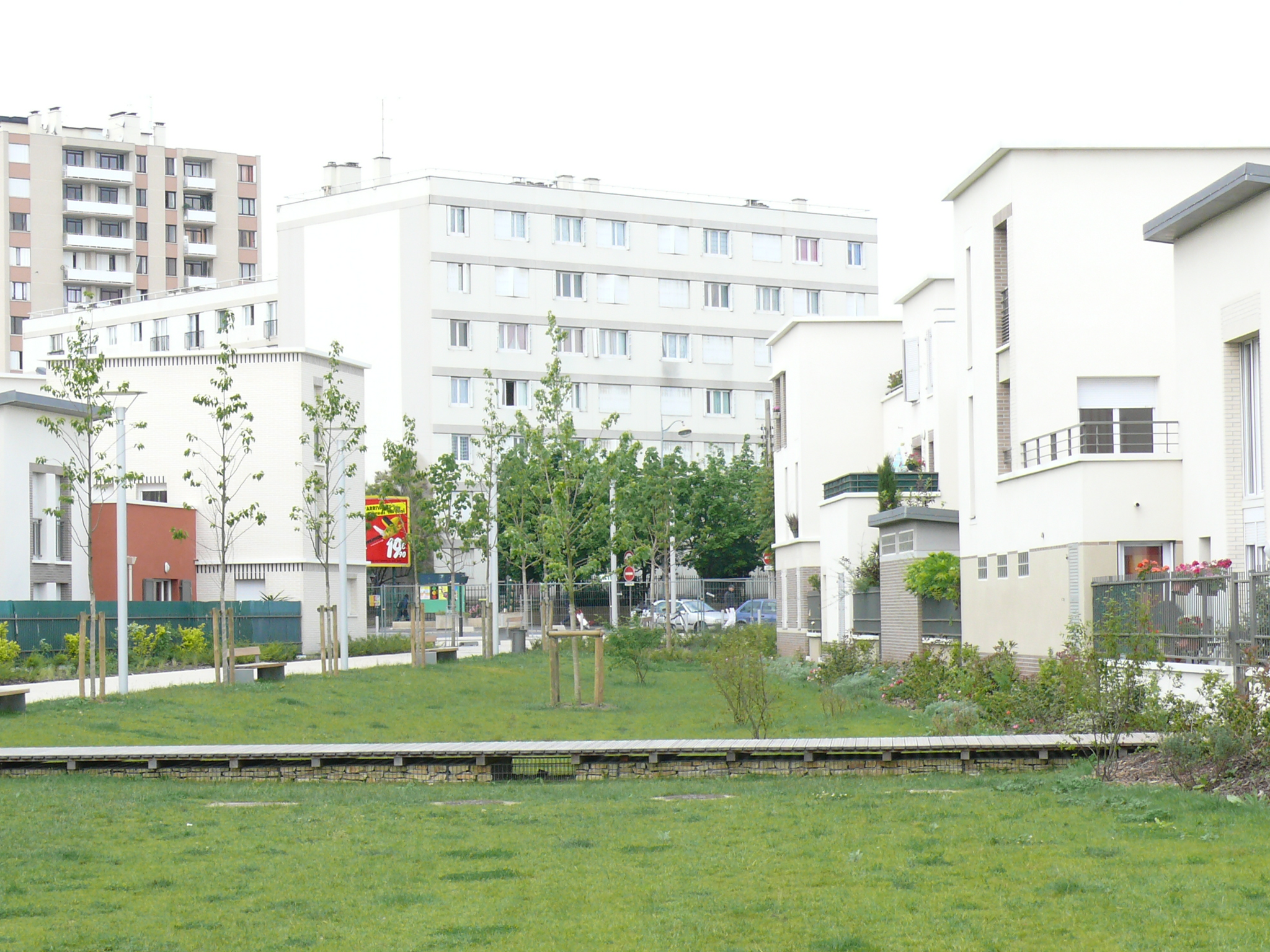
Bassin de rétention eau paysager réalisé en espace public à Stains

Les eaux usées sont celles qui ont été utilisées et souillées par des activités humaines. On peut les répartir en Eaux usées domestiques, Eaux usées industrielles et Eaux usées agricoles. Elles doivent être traitées sur place par un système d’assainissement individuel (fosses septiques, phytoépuration, filtre compact ou microstation) ou envoyées vers des stations d'épuration distantes sans qu'elles ne stagnent en surface (source de maladies, de nuisances olfactives, d'émanation de méthane ou de H2S…) et pour minimiser la pollution, avant de les retourner au milieu naturel, une fois épurées.
Dans les grandes villes et les pays développés, un système d'égout remplit ces rôles : le drainage des eaux de ruissellement urbain est fait en surface par des caniveaux se vidant régulièrement dans un réseau souterrain séparé (réseau dit séparatif) ou non des eaux usées (réseau unitaire) ; les bâtiments et les toilettes sont reliés directement aux égouts par des canalisations. Un siphon évite les retours d'odeurs dans le bâtiment. Un réseau d'égout représente un investissement très élevé, son entretien demande aussi beaucoup de ressources humaines et matérielles ; il encourage une grande consommation d'eau en déresponsabilisant les utilisateurs ; ses inévitables fuites contribuent à la pollution du sous-sol.
D'autres possibilités existent : les systèmes autonomes en zones peu denses (assainissement non collectif ou ANC), voire des systèmes d'assainissement regroupé dans les lotissements, les campings, les gîtes ou simplement entre plusieurs voisins.
Les réseaux d'égouts séparatifs à faible diamètre permettent de soulager grandement les coûts d'investissement et d'entretien et la charge sur le système d'épuration (en ne transportant en principe que les eaux usées). Les eaux pluviales peuvent rester en surface si les caniveaux et les canaux à ciel ouvert sont correctement aménagés. Dans le cas contraire (en ville par exemple), les eaux pluviales empruntent un autre réseau, d'un diamètre important, ce qui augmente les coûts.
Dans un système séparatif les eaux claires « parasites » doivent être réduites au minimum. Par exemple il ne faut pas brancher les gouttières provenant des toitures sur le réseau des eaux usées. En réalité, les apports pluviaux sont tels qu'il existe des déversoirs d'orage permettant au réseau d'eaux usées de décharger le surplus de débit vers le réseau pluvial, ou directement dans les cours d'eau[réf. souhaitée]. C'est pour cela qu'il peut être déconseillé de se baigner en mer après un orage pendant quelques jours[réf. souhaitée].
Une difficulté est de veiller à ce que les artisans et industriels ne versent pas d'eaux polluées par des huiles minérales, des métaux lourds, des biocides ou d'autres produits indésirables dans l'égout. Ainsi, en France en 2013, un tiers des entreprises ne respecterait pas l'obligation de détenir une autorisation de déversement dans le réseau public alors qu'ils y rejettent des quantités parfois importantes d'effluents industriels.
La proportion de la population mondiale ayant accès à de l'eau salubre est passée de 83 % en 2000 à 87 % en 2008, tandis que l'accès à des systèmes d'assainissement a augmenté de 58 % à 61 %. La population passant de 6 milliards à 6,85 milliards de personnes entre-temps.

### Excreta

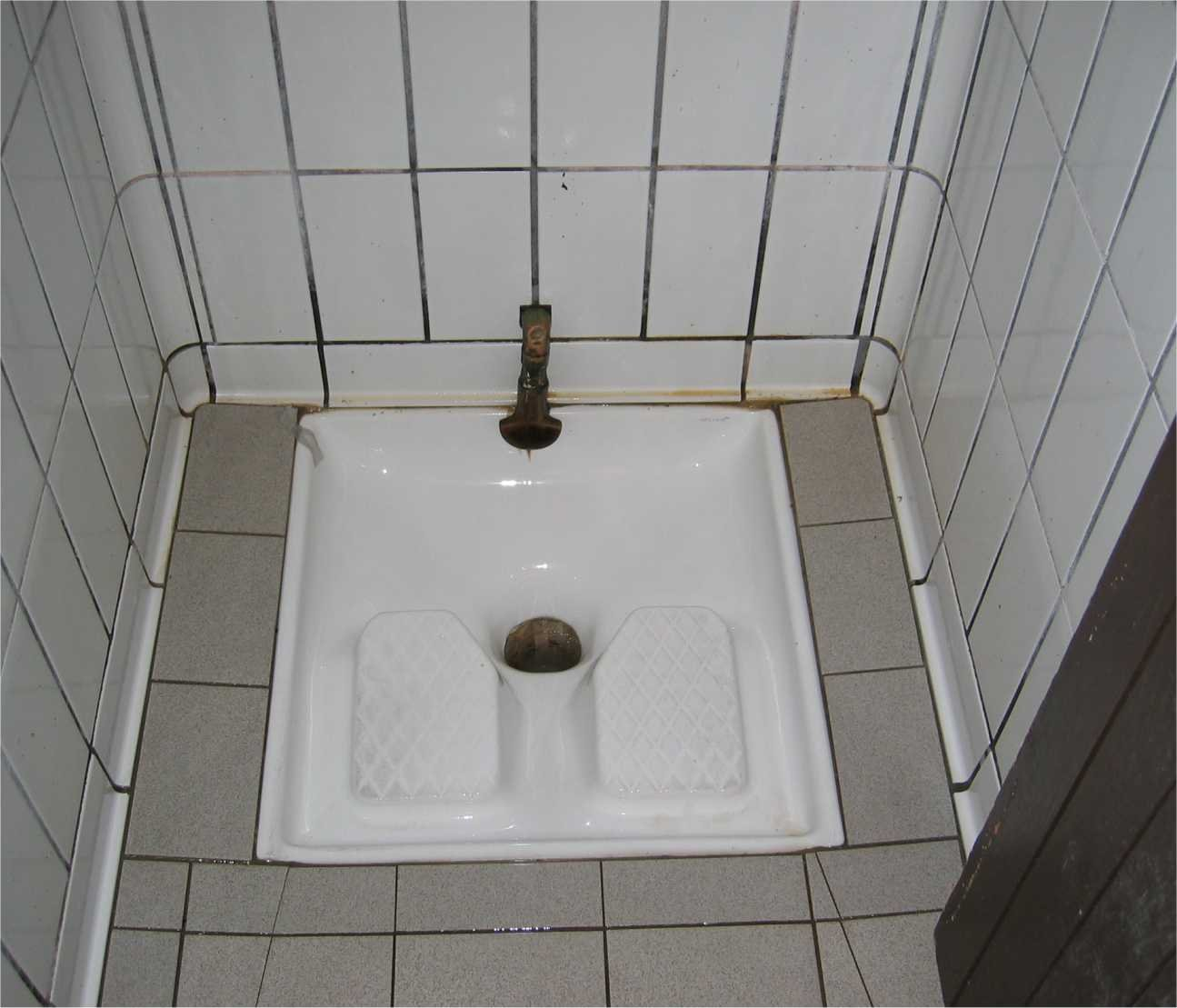
Une toilette, moyen le plus courant dans les villes des pays développés d'évacuer les excréments.

L'évacuation des excreta est probablement l'aspect le plus important sur le plan domestique : si les déchets et les eaux usées peuvent simplement être jetés dans la rue en l'absence de système de gestion, la défécation non contrôlée est une source importante de maladies communément appelé péril fécal, et de gêne dans la vie quotidienne. L'Unicef et l'OMS utilisent l'accès à une latrine améliorée comme indicateur de l'assainissement de base, avant de considérer les eaux et les déchets solides.
Sur le plan de l'urbanisme, le principal choix pour la gestion des excreta concerne l'évacuation sur place ou à distance. L'évacuation à distance consiste à relier une toilette soit à un réseau d'égout (qui évacue à la fois les solides et les liquides), soit à une fosse septique qui retient les solides et évacue les liquides. Ces deux systèmes ont besoin d'une grande quantité d'eau pour fonctionner : plus de 25 litres par jour et par personne. L'évacuation sur place consiste à utiliser une latrine située sur une fosse creusée ou surélevée, contenant les matières fécales et laissant éventuellement la fraction liquide s'infiltrer dans le sol si la nappe phréatique est suffisamment loin. Le problème de la vidange de la fosse se pose alors.
La gestion des excreta peut aussi se faire selon l'assainissement écologique, en dissociant les excreta (gérés avec des toilettes sèches) et les eaux ménagères (gérées par phytoépuration ou pédoépuration). Cette approche vise à supprimer les pollutions des milieux aquatiques, et valoriser les excreta humains pour la fertilisation des sols. Ces systèmes se développent, mais leur acceptation reste compliquée face à l'apparente simplicité (du point de vue de l'usager) offerte par un système d'égout. Des acteurs de l'assainissement écologique se sont regroupés au niveau international au sein du réseau SuSanA qui rassemble et communique sur les programmes d'assainissement écologique menés dans le monde.

### Déchets solides

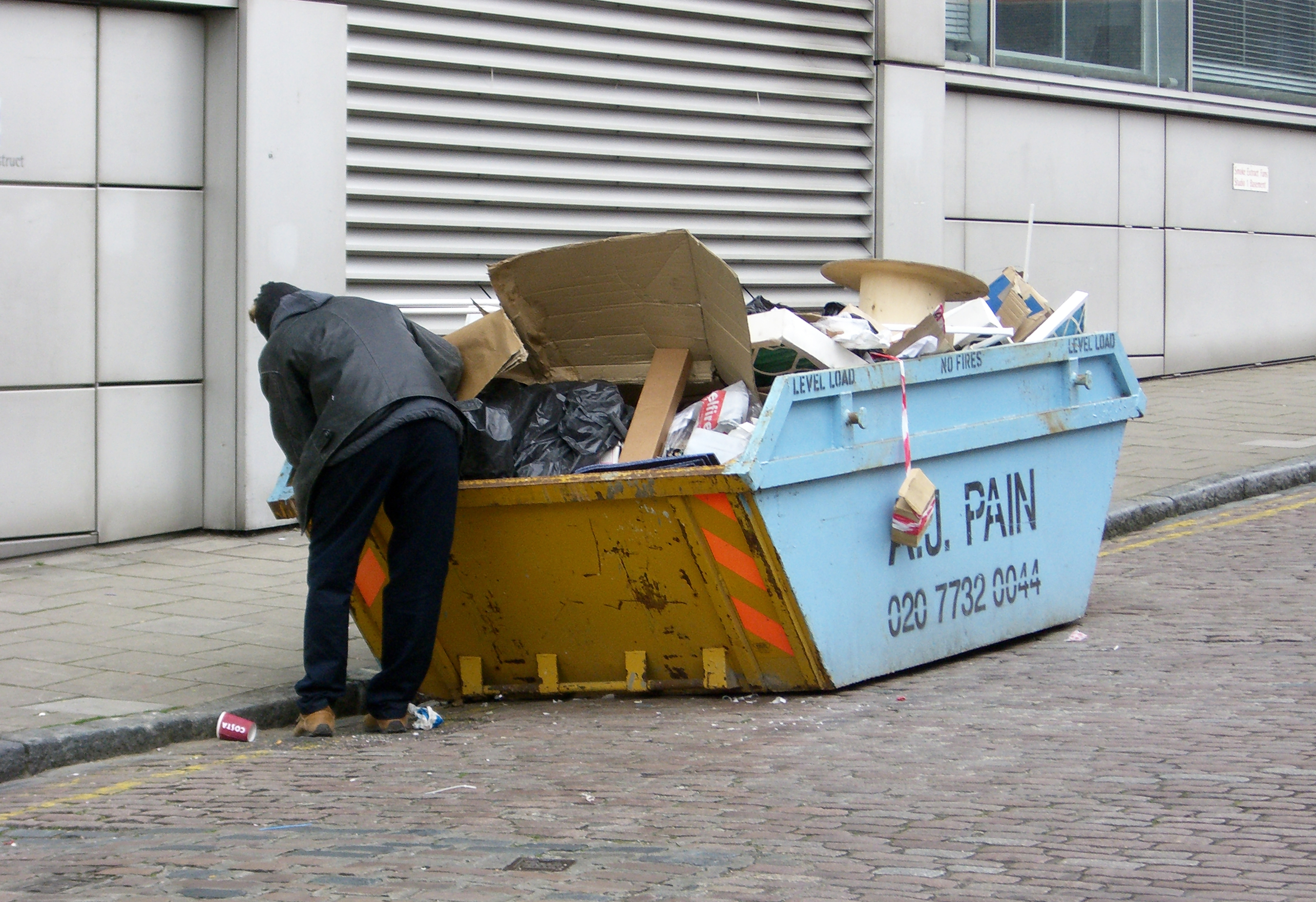
Benne à ordures

L'absence de gestion des déchets solides a des conséquences graves en matière de santé (lieu de reproduction de moustiques, de rats), de l'impact environnemental (apparence, odeurs, pollution de l'eau et de l'air), de la toxicité (notamment pour les déchets médicaux et les métaux lourds), de l'impact social (pour les personnes vivant à proximité, et pour les personnes vivant de la récupération des déchets) et de l'infrastructure (les déchets non collectés bloquent les canaux et les voies d'accès. Comme une personne produit entre 250 g et 1 kg de déchets solides par jour, les conséquences d'une mauvaise gestion sont vite catastrophiques pour une ville d'une certaine importance.
La gestion des déchets inclut leur collecte, leur transport jusqu'à un site, et leur traitement ; elle peut aussi inclure le nettoyage des rues. Le ramassage s'effectue dans des poubelles domestiques ou collectives, vidées périodiquement dans une benne à ordures ménagères qui assure le transport. Dans les endroits moins développés, les déchets peuvent être collectés par brouette. Le nettoyage des rues peut être fait mécaniquement avec des balayeuses ou avec des outils dédiés par des nettoyeurs.
Le traitement des déchets peut être précédé d'une réutilisation et / ou d'un recyclage (lui-même exigeant un tri sélectif préalable). Le traitement lui-même peut être fait de trois façons :
- par dépôt dans une décharge aménagée ou non ;
- par compostage ;
- par incinération.

Si les pays développés mettent en place des réglementations de plus en plus contraignantes pour le traitement des déchets, dans de nombreux pays en développement la décharge non contrôlée reste le moyen le plus courant d'enlever les déchets ; ceux-ci sont aussi souvent récupérés par des personnes pauvres qui récupère ce qui peut encore se revendre.

## Organisation

### Situation mondiale

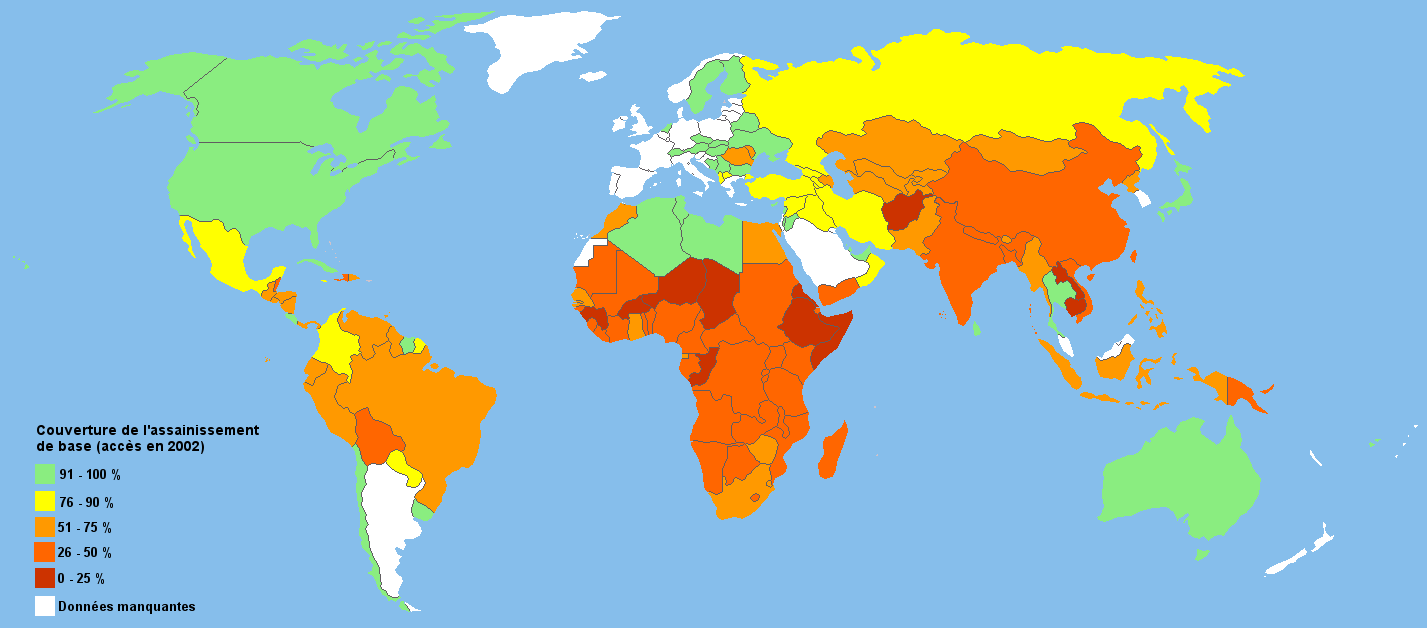
Couverture de l'assainissement de base dans le monde d'après une évaluation de l'OMS en 2002.

La couverture mondiale de l'assainissement de base montrée sur la carte ci-dessus provient d'une estimation effectuée par le Water & Sanitation Program en 2002 (branche de la Banque mondiale) en utilisant différentes sources. Dans ce contexte, l'« assainissement de base » correspondant à l'accès à « un système d'évacuation des excreta amélioré », ce qui inclut les connexions à un système d'égout, à une fosse septique, à une latrine à siphon hydraulique, à fosse simple ou à fosse améliorée ventilée. En revanche, ne font pas partie des systèmes « améliorés » les latrines publiques ou partagées, les latrines à ciel ouvert (cas de nombreuses latrines à fosse simple), les latrines à seau et la défécation en plein air, en sachet plastique, etc. (voir l'article Latrine pour plus de détails).
Les Nations unies se sont fixé, dans le cadre des objectifs du millénaire, de réduire d'ici 2015 de moitié le nombre de personnes des pays en développement n'ayant pas d'accès à l'assainissement. Les Nations unies estiment ainsi qu'en 1990, 35% (respectivement 49% pour le monde entier) avait accès à un système d'assainissement amélioré, en 2004 la proportion atteint 50% (respectivement 59%).
En 2018, 2,4 milliards de personnes ne disposent toujours pas de toilettes décentes, et 946 millions de personnes pratiquent la défécation à l’air libre.

### Systèmes collectifs, autonomes et autres systèmes écologiques
Les méthodes d'évacuation et de traitement diffèrent selon la taille de la ville, selon le type de zone (urbaine, péri-urbaine, communauté urbaine), selon les moyens disponibles et les habitudes culturelles. Éventuellement un contrôle d'efficacité est mis en place par la collectivité, au titre de la protection des milieux naturels.
L'assainissement non collectif, également appelé autonome ou individuel, repose avant tout sur l'exploitant de l'installation. En France, l'assainissement non collectif et semi-collectif répondent à des normes strictes. Les systèmes sont divisés en filières :
- filières traditionnelles, composées d'une fosse septique suivie d'un système d'épandage[17].
- filières agréées, dont la commercialisation nécessite un agrément ministériel. Les dispositifs d'assainissement les plus représentés sont les microstations d'épuration et les filtres compacts.

La gestion de l'assainissement non collectif est effectuée au niveau local par le SPANC, le Service Public d'Assainissement Non Collectif. Le SPANC est en partie financé par une taxe prélevée aux contribuables. Lorsque le logement est raccordé à l'assainissement collectif, les contribuables paient également une taxe. Sur ce point, l'assainissement non collectif ne fait donc pas figure d'exception.
Les systèmes collectifs supposent quant à eux un gestionnaire désigné par la collectivité du service public de l'assainissement. Il peut être une émanation de la collectivité (gestion publique), ou faire l'objet d'un contrat de délégation plus ou moins formalisé. La délégation peut ainsi se faire au profit d'une association locale, ou d'entreprises informelles pour les systèmes simples de collecte et de traitement des ordures ménagères ou d'eaux usées. Lorsque les systèmes atteignent une relative complexité, le délégataire est choisi pour ses compétences techniques et organisationnelles.
De plus en plus, certains rôles sont délégués à des entreprises privées et notamment l'épuration des eaux, le traitement des déchets et la plomberie au niveau domestique.
Une autre approche de l'assainissement propose aussi des systèmes écologiques. Elle prend en compte les cycles biologiques, se démarque particulièrement par le cycle de la biomasse et prétend à un respect durable de l'environnement. Elle rendrait vétuste, dans de nombreux cas le procédé conventionnel de traitement (réseaux séparatifs, stations de traitement, etc.). De plus, elle apparaît bien moins coûteuse pour l'utilisateur, pour la société et pour l'environnement.

### Financement
Le financement peut se faire au travers de taxes et d'impôts (Grande-Bretagne[réf. souhaitée] par exemple) en général liés au foncier, ou au travers de redevance perçue sur les volumes rejetés (souvent le volume d'eau potable consommé).
Dans de nombreux pays, notamment en développement, le financement des services publics d'assainissement ne sont pas assurés. La constitution d'un réseau représente un investissement majeur, avec un amortissement sur des périodes comprises entre 60 et 100 ans. La délégation aux entreprises privées peut permettre la mise en place d'une structure de financement, l'inconvénient majeur est que les zones pauvres et en particulier les bidonvilles sont mal ou non desservies car sont trop peu rentables. L'État ou la collectivité locale doivent alors jouer un rôle de régulateur pour assurer une distribution équitable des services.
Les individus sont aussi de plus en plus sollicités pour des actions devant se dérouler au niveau domestique : tri des déchets, réduction de la quantité d'eau utilisée …
Les installations d'assainissement non collectif peuvent être très coûteuses, atteignant souvent et dépassant parfois la dizaine de milliers d'euros. Parce que l'assainissement des eaux usées est un enjeu de santé publique, le gouvernement français a mis en place différentes dispositions pour aider les particuliers à financer leurs installations.
On trouve entre autres un abaissement de la TVA, un crédit d'impôt et un prêt à taux zéro. Tous les dispositifs ne sont cependant pas éligibles à tous les types d'aides.